# Secteur défensif de Montbéliard

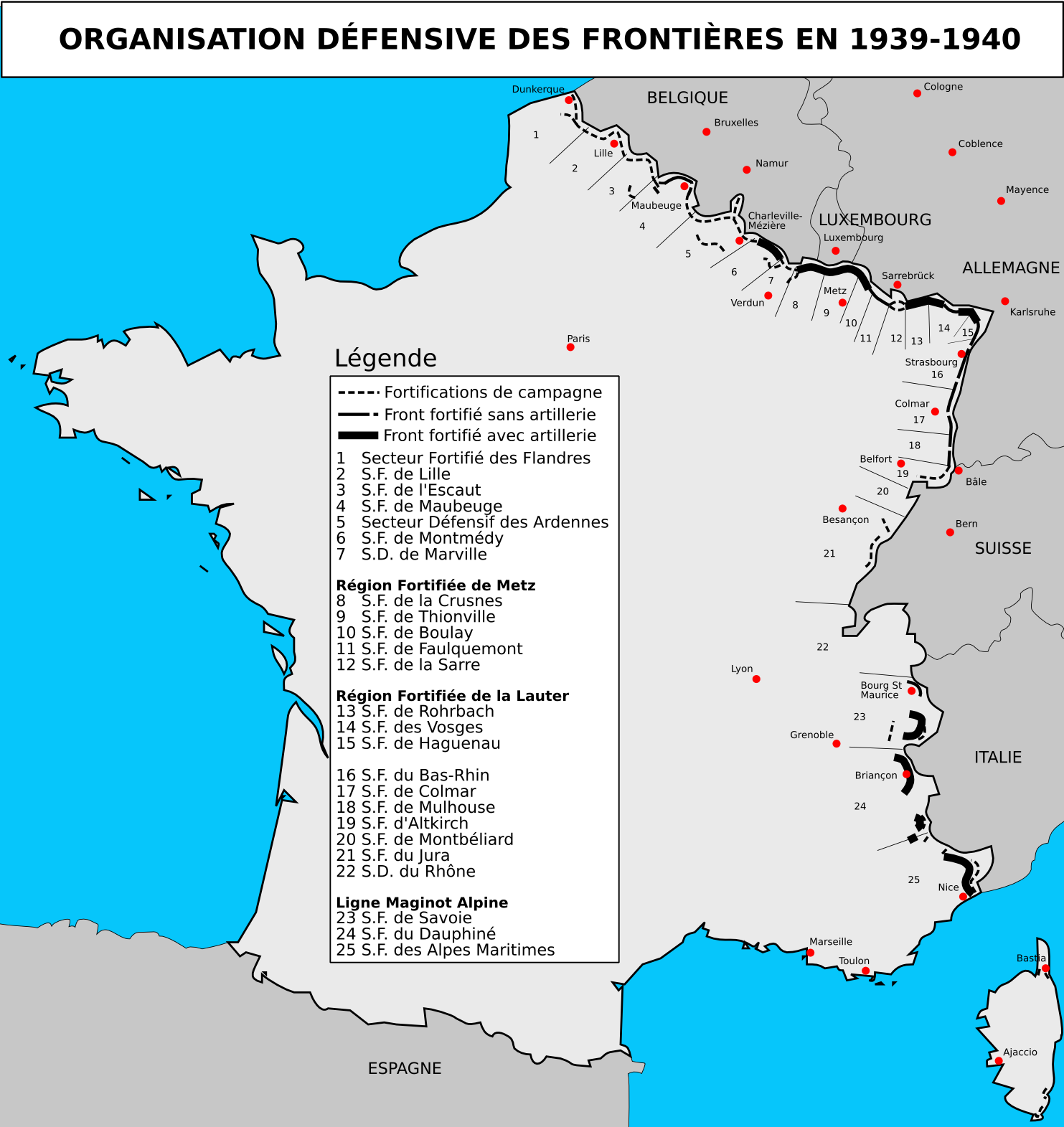
Carte de l'organisation en secteurs de la ligne Maginot.

Le secteur défensif de Montbéliard, puis secteur fortifié de Montbéliard, est une partie de la ligne Maginot, situé entre le secteur défensif d'Altkirch au nord-est et le secteur fortifié du Jura au sud-ouest.
Il assure la liaison entre les fortifications d'Alsace et celles du Haut-Doubs, le long de la frontière franco-suisse, entre Réchésy (dans le territoire de Belfort) et Saint-Hippolyte (dans le Doubs). Les fortifications du secteur sont parmi les moins solides et les plus discontinues de la frontière du Nord-Est, avec essentiellement le réemploi des fortifications datant du XIXe siècle (système Séré de Rivières).
Pour un article plus général, voir Ligne Maginot.

## Organisation et unités
D'abord sous commandement de la 7e région militaire (QG à Besançon) jusqu'à la déclaration de guerre, le secteur se retrouve alors sous commandement de la 8e armée : à partir du 16 mars 1940 il change de nom (passant de secteur défensif à secteur fortifié) et passe sous l'autorité du 44e corps d'armée de forteresse (qui coiffe aussi le secteur fortifié d'Altkirch et la place de Belfort), renforcé par la 67e division d'infanterie (de réserve, série B).
Le secteur a comme unités organiques après la mobilisation deux bataillons de chasseurs à pied (retirés en octobre 1939), les 21e BCP et 61e BCP, soutenus par l'artillerie d'une partie du 159e régiment d'artillerie de position (7e groupe, 12e et 13e batteries : quatre canons de 75 mm modèle 1897, quatre canons de 120 mm L modèle 1878 de Bange, quatre canons de 155 mm L modèle 1877 de Bange, huit canons de 105 mm L modèle 1913 et quatre canons de 155 mm C 1915 Saint-Chamond).

## Composants
Dans le but de prévenir une attaque allemande par la Suisse, quelques moyens ont été débloqués pour protéger le sud de la trouée de Belfort. D'une part, la place de Belfort a été légèrement renforcée par des blockhaus sur les superstructures de plusieurs vieux forts (forts type "Séré de Rivières" construits entre 1873 et 1885 : forts de Roppe, du Bois-d'Oye, des Basses-Perches et ouvrage de Méroux) ainsi que par une ligne de quelques blockhaus MOM le long du canal du Rhône au Rhin.
D'autre part plus au sud, autour de Montbéliard, les forts Séré de Rivières du Mont-Bart (à Bavans), du Lomont (à Chamesol), de la Chaux (à Grand-Charmont, au-dessus de l'usine de Sochaux) et des Roches (« batterie Daubenton », au-dessus de Pont-de-Roide-Vermondans) sont réoccupés.
Là aussi quelques fortifications ont été élevées par la MOM :
- une casemate à Soulce-Cernay (à l'est de Saint-Hippolyte) au pied de la Motte (côte 466), couvrant le barrage sur le Doubs et la route venant de Suisse (Saint-Ursanne) en empruntant la vallée ;
- deux blockhaus à Pont-de-Roide-Vermondans, l'un à la sortie rive gauche du pont et l'autre au pied de la côte 372, couvrant la route venant de Suisse (Porrentruy) par le plateau de Blamont et franchissant là le Doubs ;
- deux blockhaus à Allenjoie (près de Fesches-le-Châtel, au Moulin-de-Bois et à l'écluse du Breuil) couvrant deux ponts sur le canal Rhin-Rhône.

## Histoire
Lors de l'arrivée des troupes allemandes provenant de l'ouest par la vallée du Doubs à partir du 18 juin 1940, les tourelles des forts de Belfort tirent une centaine d'obus, mais la ville est rapidement prise.
Les forts et batteries du secteur de Montbéliard sont évacués, le 7e groupe du 159e RAP participe le 18 à la défense d'Uffholtz, puis, après avoir détruit ses canons, se replie sur le col d'Oderen où il se rend le 22 juin.